# Welte-Mignon
Fortepian „Welte-Mignon” – pierwszy automatyczny instrument muzyczny, który umożliwiał wierne odtwarzanie utworów przeznaczonych do gry na fortepianie.

## Opis i historia instrumentu
Firma M. Welte & Söhne z Fryburgu Bryzgowijskim była znana z tego, iż produkowała i prowadziła prace nad orchestrionami oraz urządzeniami odtwarzającymi utwory muzyczne. Jej znaczenie wzrosło w 1904 roku kiedy to opatentowali swój fortepian. W 1905 roku pojawił się on na rynku pod nazwą „Mignon”, aby po krótkim czasie przybrać ostatecznie nazwę „Welte-Mignon”. Instrument ten odgrywa utwory zapisane na specjalnym dziurkowanym papierze tzw. rolkach nutowych/rolkach fortepianowych. Instrument ten był wspólnym dziełem Edwina Welte i Karla Bockischa.
Ponieważ urządzenie było w stanie wiernie oddawać brzmienie i przebieg utworów fortepianowych szybko zyskało duży rozgłos. Do dziś dnia jest cenione wśród miłośników muzyki klasycznej. Fortepian ten był sprzętem niezwykle drogim, dlatego też wśród jego posiadaczy byli członkowie najzamożniejszych grup społecznych. Jak podaje cennik z 1924 roku za urządzenie trzeba było zapłacić 8 tysięcy marek niemieckich.

## Zapisy utworów znanych pianistów i kompozytorów
W 1904 roku dokonano pierwszego zapisu utworu. Wkrótce po tym dokonano uwiecznienia na dziurkowanych rolkach papieru dzieł innych twórców. W sumie firma M. Welte & Söhne dokonała około 5.3 tysiąca uwiecznień znanych dzieł (do 1932 roku). Były wśród nich utwory rozrywkowe, szlagiery, marsze, ale i muzyka taneczna.
Pomiędzy 1905-1909 firma uruchomiła drugie studio nagrań w Lipsku u swojego generalnego przedstawiciela Hugo Poppera.
W repertuarze fortepianu Welte-Mignion w latach 1905-1928 znajdowały się m.in. utwory Carla Reinecke, Ignacego Jana Paderewskiego, Ferruccio Busoniego, Artura Schnabela, Edwina Fischera, Télémaque’a Lambrino czy Waltera Giesekinga. Tuż przed końcem ery fortepianów tego typu na liście odtwarzanych utworów znajdowały się głównie dzieła pianistów XX wieku, m.in. Vladimira Horowitza. W 1928 roku dokonano ostatniego zapisu muzyki klasycznej autorstwa Rudolfa Serkina i Lubki Kołessy. Do ostatecznego zakończenia produkcji fortepianów (1932 rok) nagrywano jeszcze muzykę rozrywkową. Wielu kompozytorów samodzielnie uwieczniało swoje dzieła. Byli to m.in. Claude Debussy, Camille Saint-Saëns, Aleksandr Skriabin, Max Reger, Edvard Grieg, Enrique Granados, Gustav Mahler, Richard Strauss i George Gershwin.
Kompozycje oryginalne dla fortepianów „Welte-Mignon” z 1926 roku
W 1926 roku Paul Hindemith, Ernst Toch i Gerhart Münch skomponowali „Donaueschinger Musiktage (Kammermusikfest Donaueschingen)” – utwór przeznaczony specjalnie dla mechanicznego fortepianu „Welte-Mignon”. Prapremiera utworu miała miejsce 25 lipca 1926 roku. Utwory skomponowane przez nich nie nadawały się do gry na tradycyjnym fortepianie.
Kompozycje oryginalne dla fortepianu „Welte-Mignon” z 1927 roku
W następnym roku (15-17 lipca 1927) w Baden-Baden odbyły się występy pt. „Deutsche Kammermusik Baden-Baden 1927”, podczas których zaprezentowano kolejne kompozycje stworzone specjalnie dla mechanicznego fortepianu. Swoje utwory zaprezentowali wtedy George Antheil, Nikolai Lopatnikoff, Hans Haass, Ernst Toch i Paul Hindemith.

## Organy filharmonijne
Od roku 1912 istniał już podobny do fortepianu „Welte-Mignon” mechanizm przeznaczony do organów, które nazywano organami Welte-Mignon. Ponieważ miały one być produkowane na rynek brytyjski nazywano je „Britanikami”. Były one w pełni zautomatyzowane. Najczęściej znajdowały się one w posiadaniu bogatych przedstawicieli szlachty oraz przemysłowców. Część z nich znajdowała się w hotelach najwyższej klasy. Najczęściej instrumenty te były wbudowane w pomieszczenia, które specjalnie dla nich projektowano.
Największe tego typu organy zbudowane zostały dla teatru Sir Davida Lionel Goldsmid-Stern-Salomons Anwesen w Broomhill. Instrument miał 9 metrów wysokości i 6 metrów szerokości oraz posiadał blisko 2 tysiące piszczałek oraz różnorodne instrumenty perkusyjne. Organy zostały uszkodzone podczas pierwszej wojny światowej. Po wielu perypetiach i przenosinach, np. na wyspę Man, od 2007 roku instrument ponownie pokazywany jest szerokiej publiczności. W 2011 roku wydano płytę zawierającą utwory wykonywane na tych organach. Do najsłynniejszych organistów grających na organach mechanicznych należeli Marco Enrico Bossi, Eugène Gigout, Max Reger, Alfred Hollins, Edwin Lemare, Alfred Sittard oraz Karl Straube.

## Przykłady utworów muzycznych na fortepian/organy „Welte-Mignon”
- Ossip Gabrilowitsch, 4 lipca 1905, utwór: Klavierstücke Op. 119 Intermezzo Nr. 3 C-dur Johannesa Brahmsa, strona internetowa
- Lubka Kołessa, rok 1928, utwór Fryderyka Chopina: Mazurek No. 23 D-dur Op. 33, 2, strona internetowa: